# Matisia stenopetala
Matisia stenopetala es una especie de planta con flor en la familia Malvaceae sensu lato o Bombacaceae.
Es endémica de Perú del Departamento de Loreto donde crece en las selvas de tierras bajas amazónicas.

## Taxonomía
Matisia stenopetala fue descrita por Paul Carpenter Standley y José Cuatrecasas Arumí y publicada en Phytologia 4: 568, en 1954.

#### Etimología
Ver: Matisia
stenopetala: epíteto latino que significa "con pétalos estrechos".